# Сакамото, Кю
Кю Сакамото (яп. 坂本九 Сакамото Кю:, настоящее имя: Хисаси Осима (яп. 大島九 О:сима Хисаси), 10 декабря 1941 — 12 августа 1985) — японский певец. Вне своей страны наиболее известен по песне «Sukiyaki» (оригинальное название — «Ue o Muite Arukou»), которая три недели возглавляла американский хит-парад Billboard Hot 100 и продавалась миллионными тиражами по всему миру. Сакамото остаётся единственным японским исполнителем, побывавшим на первом месте «Билборда».
Певец погиб 12 августа 1985 года на 44-м году жизни в одной из крупнейших катастроф в истории гражданской авиации.

### Наследие
16 марта 1999 года Почтой Японии была выпущена марка, посвящённая певцу и его знаменитой песне.
8 августа 2021 года песня «Уэ о Муитэ Аруко» прозвучала на церемонии закрытия летних Олимпийских игр 2020 года в Токио.